# ری اوانز (بازیکن فوتبال، زاده۱۹۴۹)
ری اوانز (انگلیسی: Ray Evans؛ زادهٔ ۲۰ سپتامبر ۱۹۴۹) بازیکن فوتبال اهل بریتانیا است.
از باشگاه‌هایی که در آن بازی کرده‌است می‌توان به باشگاه فوتبال استوک سیتی، باشگاه فوتبال میلوال، باشگاه فوتبال تاتنهام هاتسپر و باشگاه فوتبال فولام اشاره کرد.